# Bandera de Transvaal
La bandera de Transvaal era la insignia oficial de la República de Transvaal y la provincia de Transvaal. La bandera de la colonia de Transvaal, bajo régimen británico, formó parte de un sistema de banderas coloniales que se utilizaron en el Imperio británico.

## Historia
En 1856, los territorios de los Voortrekker al norte del río Vaal acordaron unirse en uno solo y llamarse "República Sudafricana". Se redactó una constitución y se diseñó una bandera. Dicha bandera, conocida como la Vierkleur («cuatro colores») se elevó en Potchefstroom el 6 de enero de 1857, y fue ratificado por el Volksraad (cuerpo legislativo) de la república el 18 de febrero de 1858. La Vierkleur fue usada hasta octubre de 1874.

Bandera de Burgers (1874-75).

Una nueva bandera, introducida por el presidente Thomas François Burgers, fue aprobada por el Volksraad el 24 de octubre de 1874. Era una versión mejorada de una bandera que se cree que algunos voortrekkers habían usado en los años 1830 y 1840. Sin embargo, fue muy impopular, y el 10 de mayo de 1875, el Volksraad restauró la Vierkleur como la bandera oficial.

Bandera de la Colonia de Transvaal.

Bandera de la Unión Sudafricana (1928-1961) y posteriormente de la República de Sudáfrica (1961-1994).

La Vierkleur pasó a entrar en desuso durante la ocupación británica del Transvaal, del 12 de abril de 1877 al 7 de agosto de 1881. Fue adoptada de nuevo por la república hasta que finalmente esta llegó a su fin el 31 de mayo de 1902. Más tarde fue utilizado por los revolucionarios de la Rebelión Maritz quienes declararon la resurrección de la República Sudafricana en 1914 y luego incorporada a la bandera nacional de Sudáfrica de 1928 a 1994.
Después de la adopción de la bandera sudafricana en 1928, la Vierkleur fue utilizada por grupos de derecha que se oponían a la transformación social y la integración racial, tales como el Movimiento de Resistencia Afrikáner.
La bandera para la colonia de Transvaal (de 1903 a 1910), bajo régimen británico, se basó enteramente en una serie de disposiciones tomadas por el gobierno británico entre 1864 y 1869, mediante las cuales todas las colonias debían tener una insignia distintiva, que se mostraría en las banderas en el mar. El gobernador debía mostrar el escudo en el centro de la Union Jack al viajar por mar; buques en propiedad del gobierno de la colonia debían mostrar su distintivo en el vuelo del Pabellón Azul; y, con el permiso del ministerio de marina, barcos de propiedad privada y registrados en la colonia podían mostrar su distintivo en el vuelo del Pabellón Rojo. Este sistema está todavía en funcionamiento en el resto de los territorios británicos de ultramar.
Una bandera fue debidamente aprobada para la colonia de Transvaal (anteriormente República Sudafricana) poco después de ser anexada por el Imperio británico en 1902. Aunque sin salida al mar, se cree que la colonia pudo utilizar el pabellón azul en tierra.